# Hergé
Hergé, egentligen Georges Prosper Remi, född 22 maj 1907 i Etterbeek i Brysselregionen, Belgien, död 3 mars 1983 i Bryssel, Belgien, var en belgisk serieskapare. Han är främst känd som skaparen av den tecknade serien Tintin, men han är även upphovsman till serierna Johan, Lotta & Jocko (franska Jo, Zette et Jocko) och skämtserien Smecken & Sulan.
Remis signatur Hergé är baserad på hans initialer G.R., uttalade på franska i omvänd ordning (R.G.).

## Biografi

### Barndomen
Georges Prosper Remi föddes 1907 som son till Alexis Remi och hans hustru Elisabeth Dufour. Remis far var vid tillfället anställd vid en barnekiperingsfirma. Remi hade även en fem år yngre bror. Till följd av påtryckningar från faderns arbetsgivare, en strängt konservativ katolik, placerades Georges i ett religiöst läroverk, Institut Saint-Boniface. Han var en utmärkt elev, nästan alltid bäst i klassen, utom i ett ämne – teckning, där han aldrig lyckades få bra betyg.

### 1920-talet
Under hela tonårstiden var Georges en mycket aktiv och hängiven scout. Det var i en scouttidning, Le Boy-Scout Belge ("Den belgiske scouten"), som han från 1923 fick sina första bildberättelser publicerade, från 1924 under signaturen "Hergé". Hans första serie hette (i svensk översättning) Totor, lämlarnas patrulledare och handlade om en belgisk scout på äventyr. Totor var i många avseenden mycket lik den tidiga Tintin.
Omedelbart efter sin läroverksexamen 1925 blev Hergé anställd vid prenumerationsavdelningen på dagstidningen Le Vingtième Siècle eller förkortat Le XXème Siècle (Tjugonde seklet) - en "katolsk tidning för nyheter och trosfrågor". Under ledning av abbé Norbert Wallez följde Le XXème Siécle en starkt kyrkvänlig och nationalistisk linje. Vid sidan om sitt arbete fortsatte han att teckna Totor åt Le Boy-Scout Belge.
År 1926 ryckte han in i det militära. Han hamnade i ett fältjägarregemente, var från början menig, men blev snart korpral, därefter sergeant och slutligen löjtnant i reserven.
Efter militärtjänstgöringen (1927) återvände han till Le XXème Siècle, denna gång som fotograflärling, litografibiträde och illustratör av specialsidor. Abbé Wallez uppmuntrade honom att läsa, skaffa sig kunskaper, kultivera sig, och han gav honom också allt större ansvar. Hergé har ofta understrukit hur viktigt mötet med abbé Wallez var för honom.
Abbé Wallez beslutade sig 1928 för att starta en barnbilaga till Le XXème Siècle. Hergé utsågs då som redaktör till bilagan, Le Petit Vingtième (startad 1 november), innehållande bland annat kortare reportage, berättelser och bearbetade referat av dagsaktuella händelser. Där publicerades också Flup, Nénesse, Pousette et Cochonnet, en oinspirerad bildberättelse vars text skrevs av en sportredaktör på tidningen. Serien gick bara cirka tre månader, varefter Hergé ersatte den med en helt egen serie.
Valet av seriefigur kan knappast betraktas som långsökt, Hergé tog helt enkelt upp Totor på nytt, ändrade några bokstäver i namnet och gjorde honom till journalist, ett yrke som bättre stämde överens med hans nya omgivning. Han lät honom också få en karakteristisk hårtofs "för att vara säker på att man skulle känna igen honom" och en följeslagare, hunden Milou. Den 10 januari 1929 började äventyret Tintin i Sovjet publiceras i svartvitt i Le Petit Vingtième.

### 1930-talet
År 1932 gifte sig Hergé med Germaine Kieckens, som då arbetade som chefssekreterare på Le XXème Siècle.
I en passage i Hergés fjärde album, Faraos cigarrer, berättas det att Tintin i sitt nästa äventyr kommer att åka till Kina. Detta fick fader Gosset, kaplanen för de kinesiska studenterna vid Leuvens universitet, att skriva till Hergé och mana honom att skriva förnuftigt om kineser. Denna förfrågan kom sig av att Hergé i tidigare album visat upp en både rasistisk och kolonialistisk bild av de länder Tintin besökt. Fader Gosset förde samman Hergé med den unge skulpturstudenten Tchang Tchong-Jen, som studerade vid Académie des Beaux-Arts i Bryssel. De båda unga konstnärerna blev snabbt vänner och Tchang lärde Hergé om Kinas historia, kultur och konstnärliga tradition. Tchang kom också att bli en seriefigur i albumet Blå Lotus. Detta skedde 1934, samma år som Casterman började ge ut serieäventyren i albumform. Till följd av Hergés ställningstagande fick Hergé 1939 en officiell inbjudan från Madame Chiang att besöka Kina; andra världskrigets utbrott förhindrade dock besöket.
1935 påbörjade Hergé en ny serie, Johan, Lotta och Jocko, för den franska veckotidningen Cœurs Vaillants.

### Andra världskriget
Hergés handlande och synsätt under Nazitysklands ockupation av Belgien har genom åren varit en kontroversiell historia. Tidningen Le Petit Vingtième, där Hergés serier publicerades, stängdes av ockupationsmakten. Hergé godtog dock att få fortsätta producera Tintin-avsnitt i Belgiens ledande dagstidning Le Soir, vilken under denna period var ockupationsmaktens huvudorgan.
Serieäventyrens teman blev annorlunda under den här perioden. I stället för de ofta ganska politiskt kommenterande berättelserna i äventyr som Blå Lotus, Kung Ottokars spira och den på grund av kriget avbrutna Det svarta guldet, kom Hergé nu att akta sig noga för att ens antyda någon politisk vinkling. I stället blev det deckarhistorier (Krabban med guldklorna), forskningsresor (Den mystiska stjärnan) och skattjakter (Enhörningens hemlighet och Rackham den Rödes skatt). Samtidigt kom seriens stående figurgalleri utökas på ett avgörande sätt med kapten Haddock och professor Kalkyl.
När ockupationen av huvudstaden Bryssel hävdes den 3 september 1944, var det i sin tur Le Soir som stängdes ner av de allierade styrkorna. Hergé kom därefter att arresteras vid fyra tillfällen av olika grupperingar, anklagad för nazist- eller rexist-sympati. Han förbjöds också att publicera sig i pressen, men förbudet upphävdes redan i september 1946 när han kunde starta serietidningen Tintin.

### Efterkrigstid och kris
Den ökande arbetsbördan med seriealbumen kom att påverka Hergés hälsa. I slutet av 1940-talet bröt han ihop psykiskt och tvingades avstå från arbete under fyra månaders tid. Kriser som dessa skulle sedan följa Hergé under 1950-talet, och de förstärktes av att hans 22-åriga äktenskap med Germaine Kieckens kollapsade; han hade gått och blivit förälskad i Fanny Vlamynck, en ung tecknare som börjat arbeta på Hergés studio. Studion startades 1950, i samband med arbetet med dubbelalbumhistorien Månen tur och retur och det stora arbetet med att beskriva rymdteknologin som presenterades i albumet.
Under denna tid påbörjade han Tintin i Tibet som vissa senare har tolkat som en berättelse om Hergés liv i kris. I albumet letar Tintin efter sin gamle vän Tchang, som han tidigare hade mött i Blå Lotus, och i intervjuer har Hergé talat om sin sorg över förlusten av sin forne vän från 1930-talet. Tchang hade efter sina studier rest tillbaka till Kina, och de två hade mist kontakten så Hergé oroade sig över att Tchang blivit dödad. 1977 skilde Hergé sig från sin fru Germaine Kieckens, efter sammanlagt 44 års äktenskap. Samma år gifte han även om sig med Fanny Vlamynck.

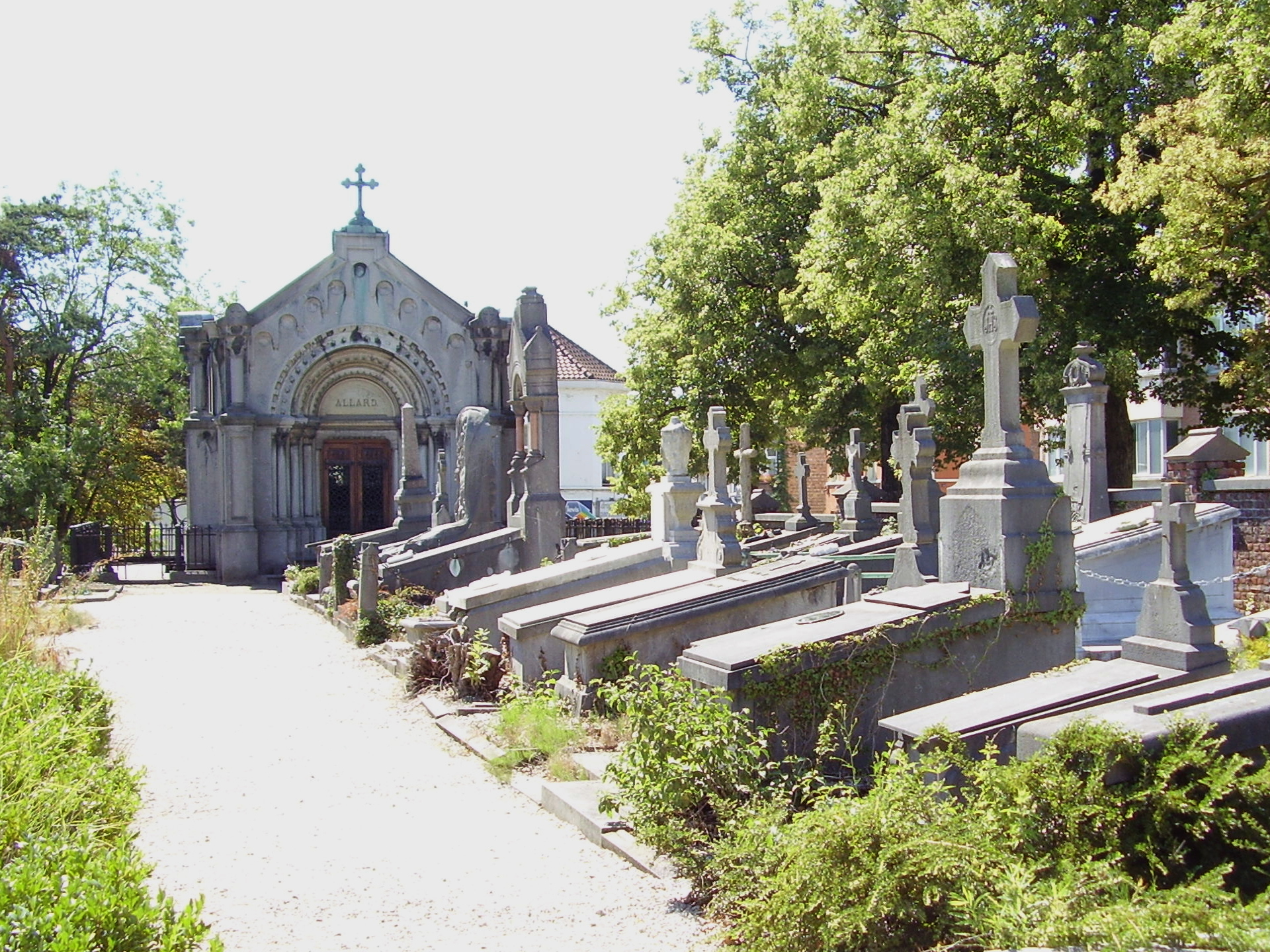
Diewegkyrkogården i Brysselkommunen Uccle, där Hergé ligger begraven.

### De sista åren
Mot slutet av sina liv fick Tchang och Hergé åter kontakt med varandra. Tchang hade arbetat som gatsopare under kulturrevolutionen, men under 1970-talet blev han rektor för konstakademien i Shanghai. 1981 återvände han till Europa och Belgien för att återigen träffa Hergé. Tchang bosatte sig i Paris och dog 1998.
Hergé led av en ovanlig, medfödd sjukdom – porfyri. Han var tvungen att genomgå blodtransfusioner en gång i veckan fram till slutet av sitt liv.
Hergé avled den 3 mars 1983, vid 75 års ålder. Han avled till följd av komplikationer på grund av den anemi han lidit av under flera års tid.
Efter Hergés död ville en av hans medarbetare teckna klart det ofullbordade albumet Tintin och alfakonsten. Hergés hustru Fanny, som ägde rättigheterna, gav dock inte tillåtelse, eftersom Hergé bestämt hade sagt att ingen annan skulle få fortsätta teckna Tintin efter hans död.

## Utmärkelser
Asteroiden 1652 Hergé är uppkallad efter honom.
- Adamsonstatyetten,  1971[17]
- Prix Saint-Michel,  1973[17]
- Officer av Kronorden,  1978
- Jack Kirby Hall of Fame,  1999[18]
- Will Eisner Hall of Fame,  2003[19]

[Redigera Wikidata]

## Tintinalbum
- Tintin i Sovjet (1929)
- Tintin i Kongo (1930, färg: 1946)
- Tintin i Amerika (1931, färg: 1945)
- Faraos cigarrer (del 1) (1934)
- Blå Lotus (del 2) (1934)
- Det sönderslagna örat (1937)
- Den svarta ön (1938, färg: 1943)
- Kung Ottokars spira (1939)
- Krabban med guldklorna (1941)
- Den mystiska stjärnan (1942)
- Enhörningens hemlighet (del 1) (1943)
- Rackham den Rödes Skatt (del 2) (1944)
- De sju kristallkulorna (del 1) (1948)
- Solens tempel (del 2) (1949)
- Det svarta guldet (1950)
- Månen tur och retur (del 1) (1953)
- Månen tur och retur (del 2) (1954)
- Det hemliga vapnet (1956)
- Koks i lasten (1958)
- Tintin i Tibet (1960)
- Castafiores juveler (1963)
- Plan 714 till Sydney (1968)
- Tintin hos gerillan (1976)
- Tintin och alfabetskonsten (ofullbordat) (1986)
- Tintin och hajsjön (serieadaption av en Tintin-film, dock inte tecknat av Hergé själv) (1972)